# Volvo LCP 2000

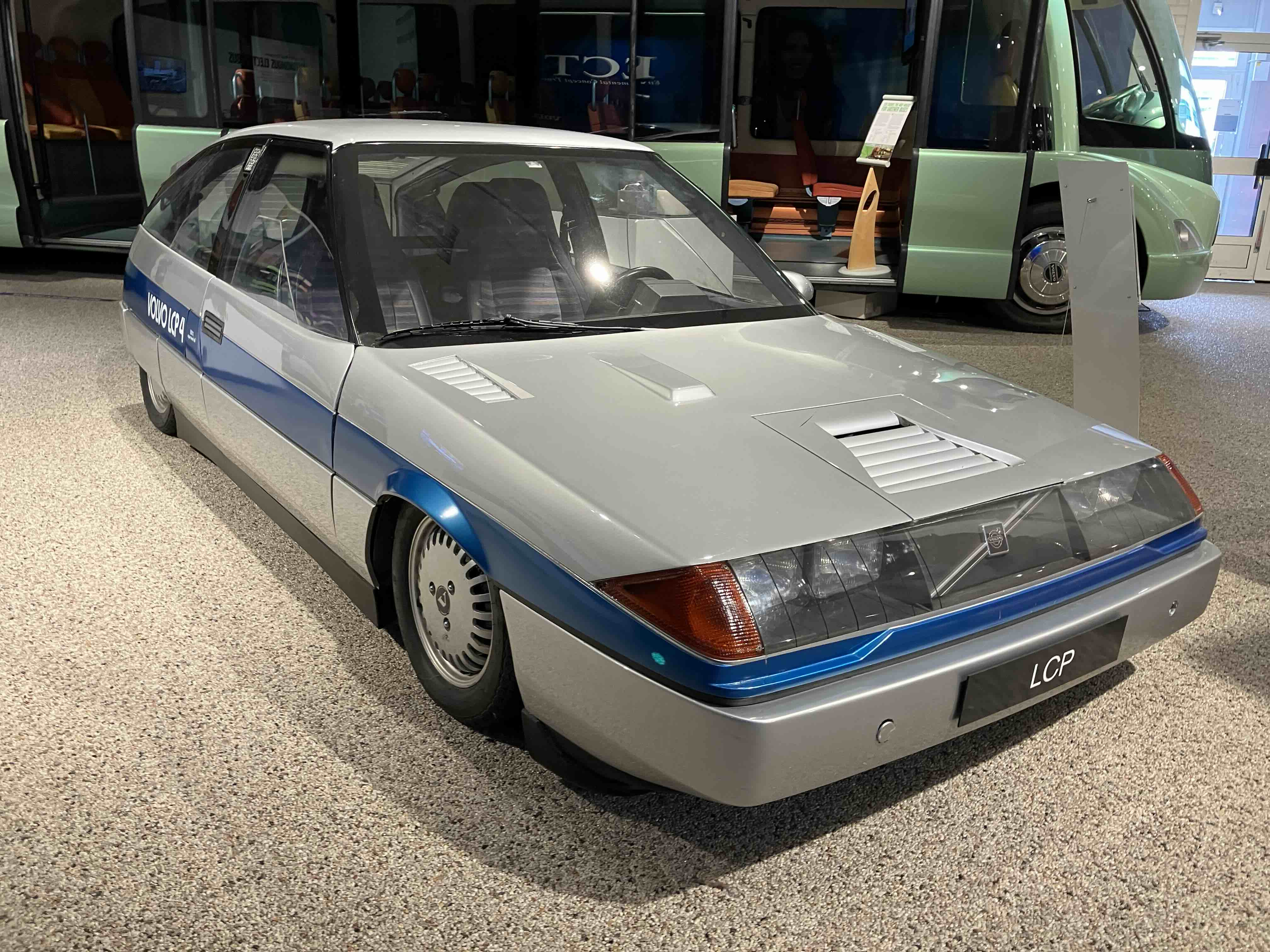
Volvo LCP2000

Volvo LCP 2000  var en konceptbil. Light Component Project, som förkortningen uttyddes, var en spin-off av Norge-affären. Aluminium, magnesium och kompositer skulle användas till stor del. Resultatet; en fyrsitsig låg bil med låg vikt och lågt luftmotstånd där man satt baklänges i baksätet. Lösningen gav möjlighet till en tvärgående balk som väsentligt ökade sidokrockskyddet och gav placeringen för bränsletanken bränsletanken mitt i tyngdpunkten. Totalt byggdes fem körbara bilar varav en hade en trecylindrig diesel som drog 0,3 liter per mil. Man trodde att bilen, om den alls skulle produceras, skulle gå i låg serie motsvarande runt 10 000 bilar per år, varför projektet också involverade produktionstekniken. Bland annat lades det så kallade "greenhouse" av färdigglasade fönsterstolpar och tak på sent i monteringen efter att bilen fått sin inredning. Som en del av studien försågs en av bilarna med ett bärande chassi helt i komposit. 
Projektet genomfördes till viss del utanför Volvo. Det har inte satt några stora spår i dagens utbud av bilar. Volvo hade kanske kunnat utnyttja projektet till att skapa ett försprång inom snåla och lätta bilar, om det hade varit närmare förknippat med den ordinarie utvecklingen av kommande bilar.